# Tuomas Holopainen
Tuomas Lauri Johannes Holopainen (Kitee, 25 dicembre 1976) è un tastierista, pianista e compositore finlandese.
È membro fondatore, autore di testi e musiche del gruppo musicale Nightwish. In ambito metal è anche tastierista del gruppo rock gotico For My Pain... del gruppo folk Auri e del gruppo heavy metal Kotiteollisuus.

## Biografia

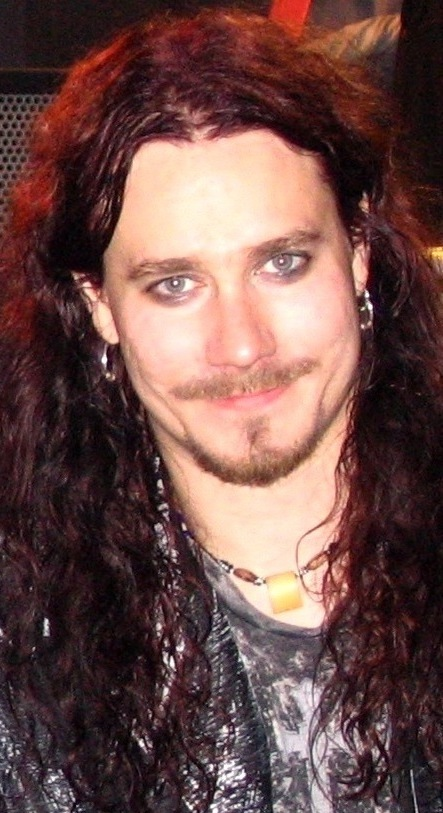
Tuomas Holopainem nel 2007

È nato il 25 dicembre del 1976 nella piccola città finlandese di Kitee, nella Carelia settentrionale. La madre è un'insegnante di pianoforte, e Tuomas è il terzogenito della famiglia, ha una sorella ed un fratello maggiore.
A 15 anni conclude gli studi musicali ed a 16 abbandona gli studi di pianoforte per dedicarsi esclusivamente alle tastiere. Oltre al pianoforte e alle tastiere si è dedicato allo studio di clarinetto e sassofono.
Nel 1996, durante un periodo di congedo, propone ad un gruppo di amici di creare un gruppo metal. Inizialmente la proposta è accolta da Emppu Vuorinen e dall'amica Tarja Turunen, studentessa di canto lirico nonché amica d'infanzia di Holopainen (conosciuta all'età di 12 anni come allieva di pianoforte della madre).
L'8 maggio 2008 è stato annunciato che Holopainen sarà il produttore del prossimo album della rock band finlandese Indica, che uscirà nell'autunno del 2008.
Nel 2011 è stata rivelata l'intenzione di pubblicare un album da solista ispirato alla Saga di Paperon de' Paperoni di Don Rosa, il quale avrebbe curato anche la copertina. L'album, intitolato Music Inspired by the Life and Times of Scrooge, è stato pubblicato l'11 aprile 2014 dalla Nuclear Blast.
Ha sposato nel 2015 la sua storica fidanzata, la cantante Johanna Kurkela.

## Strumentazione

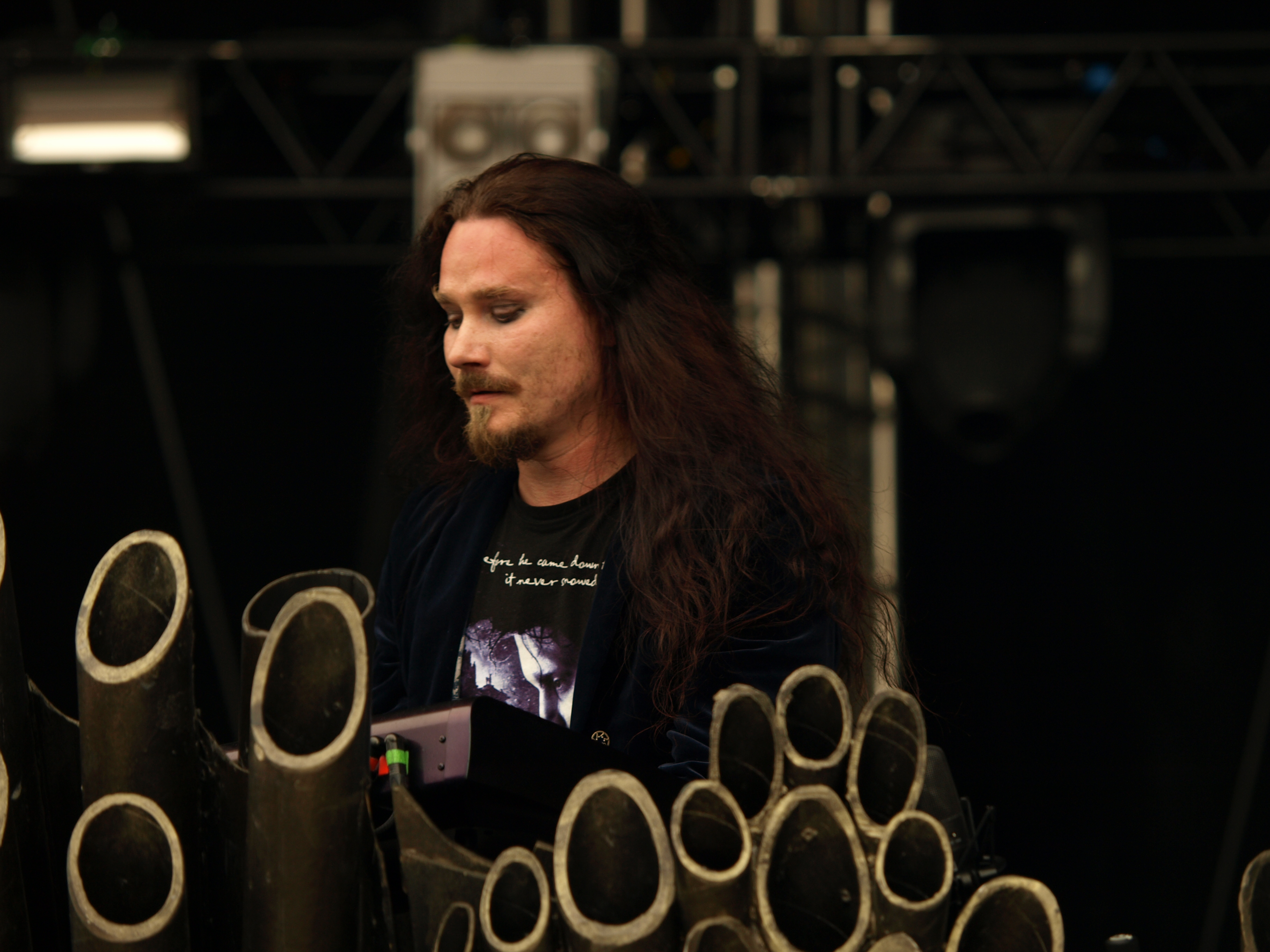
Tuomas Holopainen in concerto con i Nightwish nel 2013

Tuomas ha sempre mostrato una predilezione per le tastiere Korg: esse lo hanno infatti accompagnato per tutta la sua militanza nei Nightwish.
Per il primo album il setup fu: Korg N364 e Korg ix300.
Dal secondo tour fino al 2003 il setup fu: Korg N364 e Korg Trinity pro V3, con uno stand Ultimate Apex.
Per il tour dell'album Once il setup fu: Korg N364, Korg Triton Classic, Korg Karma, successivamente tutte verniciate di bianco, il tutto con due stand K&M SPIDER e K&M Baby SPIDER.
Dal 2007 in poi Tuomas sfrutterà la potenza della Korg OASYS 76 in studio, utilizzata per produrre l'album Dark Passion Play, mentre per i live sfrutterà nuovamente la sua Korg Karma, affiancata da 2 o 3 Korg Tr 61, sempre utilizzando stand K&M Spider Pro questa volta e sempre K&M Baby Spider per le tastiere inclinate.
Nel tour di Imaginaerum Tuomas riporta sul palco la Korg N364 e la Korg Karma, utilizzando per la prima volta la nuova Korg Kronos 61. Tutte le tastiere sono verniciate di nero. Gli stand sono: K&M Spider Pro per Kronos e N364, Baby Spider per la Karma.
Nelle date europee del tour le tastiere sono "nascoste" da un set di finte canne d'organo per la scenografia.

## Riconoscimenti
In suo onore, è stato dato il nome "Sciophila Holopaineni" ad un insetto che vive in Finlandia.

## Discografia

### Da solista
- 2014 – Music Inspired by the Life and Times of Scrooge

### Con i Nightwish
- 1996 – Angels Fall First
- 1998 – Oceanborn
- 2000 – Wishmaster
- 2002 – Century Child
- 2004 – Once
- 2007 – Dark Passion Play
- 2011 – Imaginaerum
- 2015 – Endless Forms Most Beautiful
- 2020 – Human. :II: Nature.

### Con i For My Pain...
- 2003 – Fallen

### Con gli Auri
- 2018 – Auri
- 2021 – II – Those We Don't Speak Of

## Filmografia
- Imaginaerum, regia di Stobe Harju (2012) - soggetto, compositore e attore